# NGC 7429
NGC 7429 (również OCL 249) – gromada otwarta znajdująca się w gwiazdozbiorze Cefeusza. Odkrył ją John Herschel 29 września 1829 roku. Jest położona w odległości ok. 3,9 tys. lat świetlnych od Słońca.